# Helena Petković
Helena Petković (Split, 3. lipnja 1986.) je hrvatska kazališna redateljica.
Magistrirala je kazališnu režiju i radiofoniju na Akademiji dramske umjetnosti u Zagrebu 2011. godine. Kao kazališna redateljica radila je u brojnim hrvatskim kazalištima. Njezine najpoznatije režije su Pigmalion (G.B.Shaw) u Hrvatskom narodnom kazalištu u Zagrebu i Adam i Eva u Kazalištu Marina Držića u Dubrovniku. Režirala je i brojne predstave za djecu u kazalištima Žar ptica, HNK Ivana pl. Zajca u Rijeci.
Često surađuje s dramskim programom Hrvatskog radija. 